# 香港展覽中心

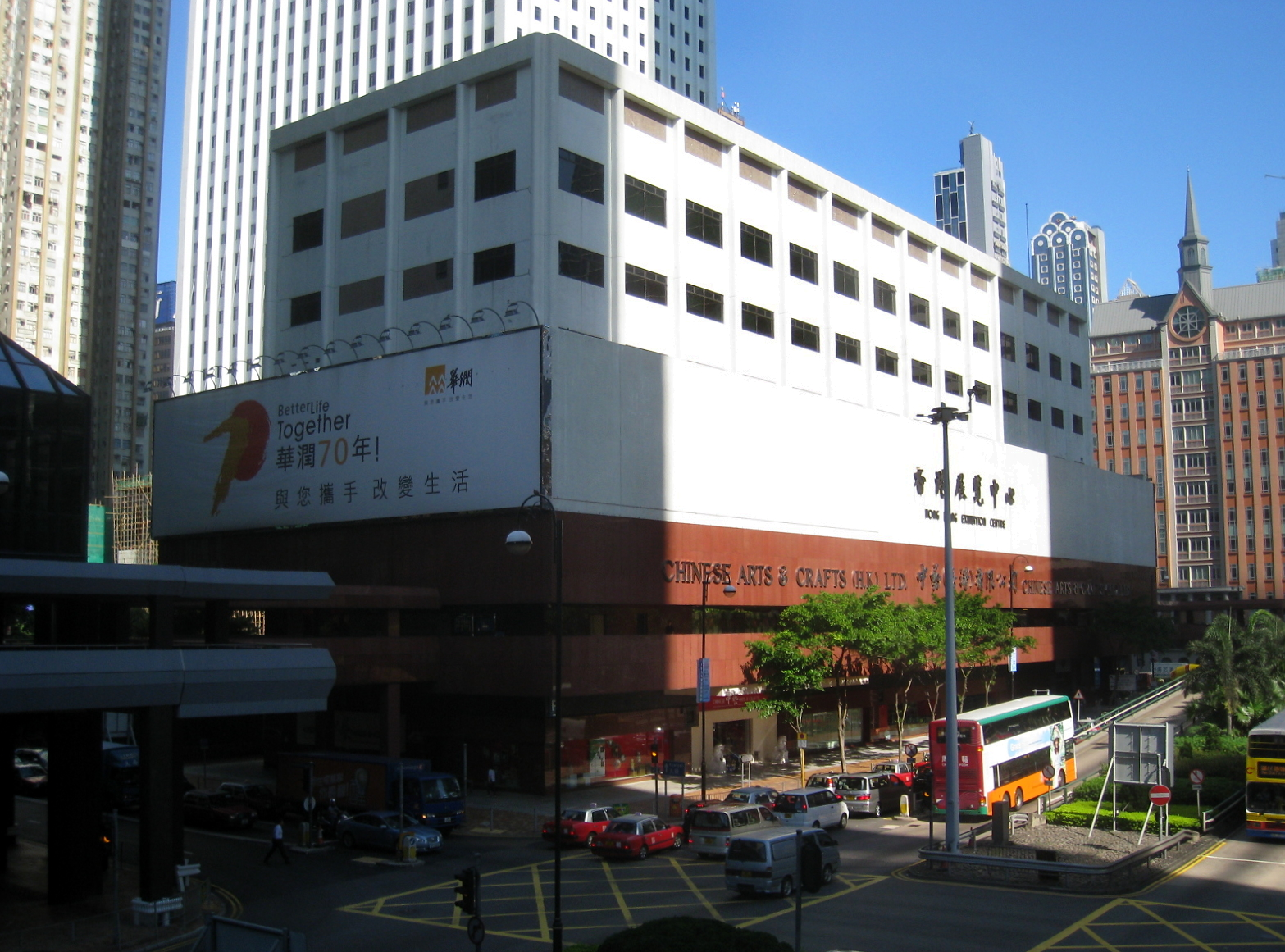
香港展覽中心拆卸前外貌

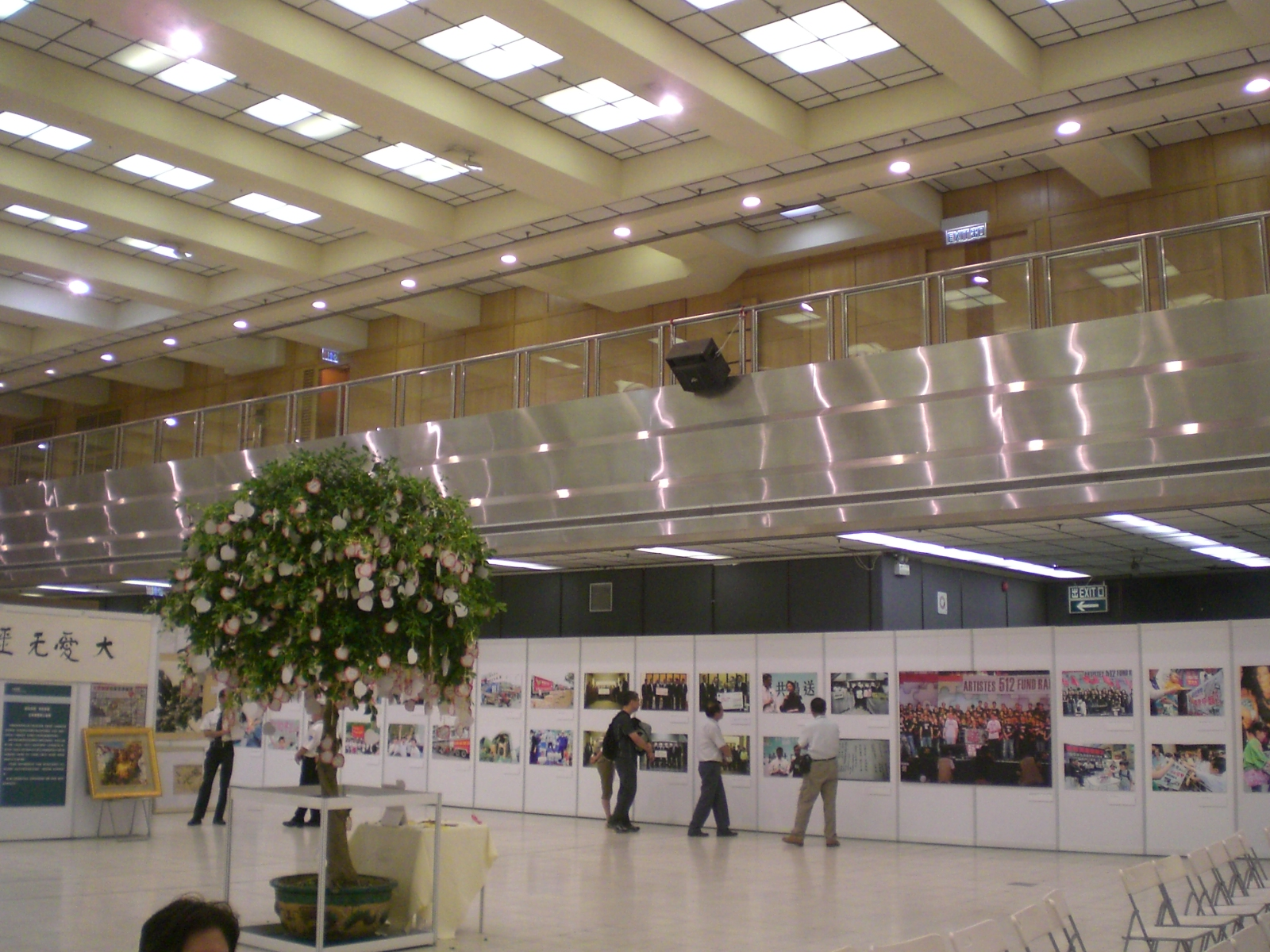
展館大堂內景

22°16′49″N 114°10′29″E / 22.28021°N 114.1748385°E
香港展覽中心（英語：Hong Kong Exhibition Centre）為香港灣仔北一間歷史悠久及於2013年年底被拆卸的商業貿易展覽館，位於華潤大廈旁邊，遺址於2019年重建為甲級高價酒店香港瑞吉酒店。

## 概況
香港展覽中心於1983年落成，與香港會議展覽中心毫無關係。 原名「中國出口商品陳列館」，由華潤集團的子公司中國廣告展覽有限公司經營。香港展覽中心為非官方營運，歷史較由香港貿易發展局營運的香港會議展覽中心長久。香港展覽中心總面積共25,000平方尺，分為展覽廳及展覽館。
展覽廳設於3樓，為長方型設計，總面積約2,100平方米，地面以乳白色人造雲石鋪設，天花則為雪白色。展覽廳設有無線上網，地面承重每平方米1.5噸。展覽館則設於4樓，同為長方型設計，面積約450平方米，主要供舉辦文化藝術活動之用。

## 拆卸重建
2010年，華潤物業為華潤大廈高座進行翻新重建工程，造價為6億港元，計劃包括將低座的香港展覽中心重建成18層高的香港瑞吉酒店，提供129間房間。項目由劉榮廣伍振民建築事務所負責。拆卸工程於2013年年底展開。